# خشب لين

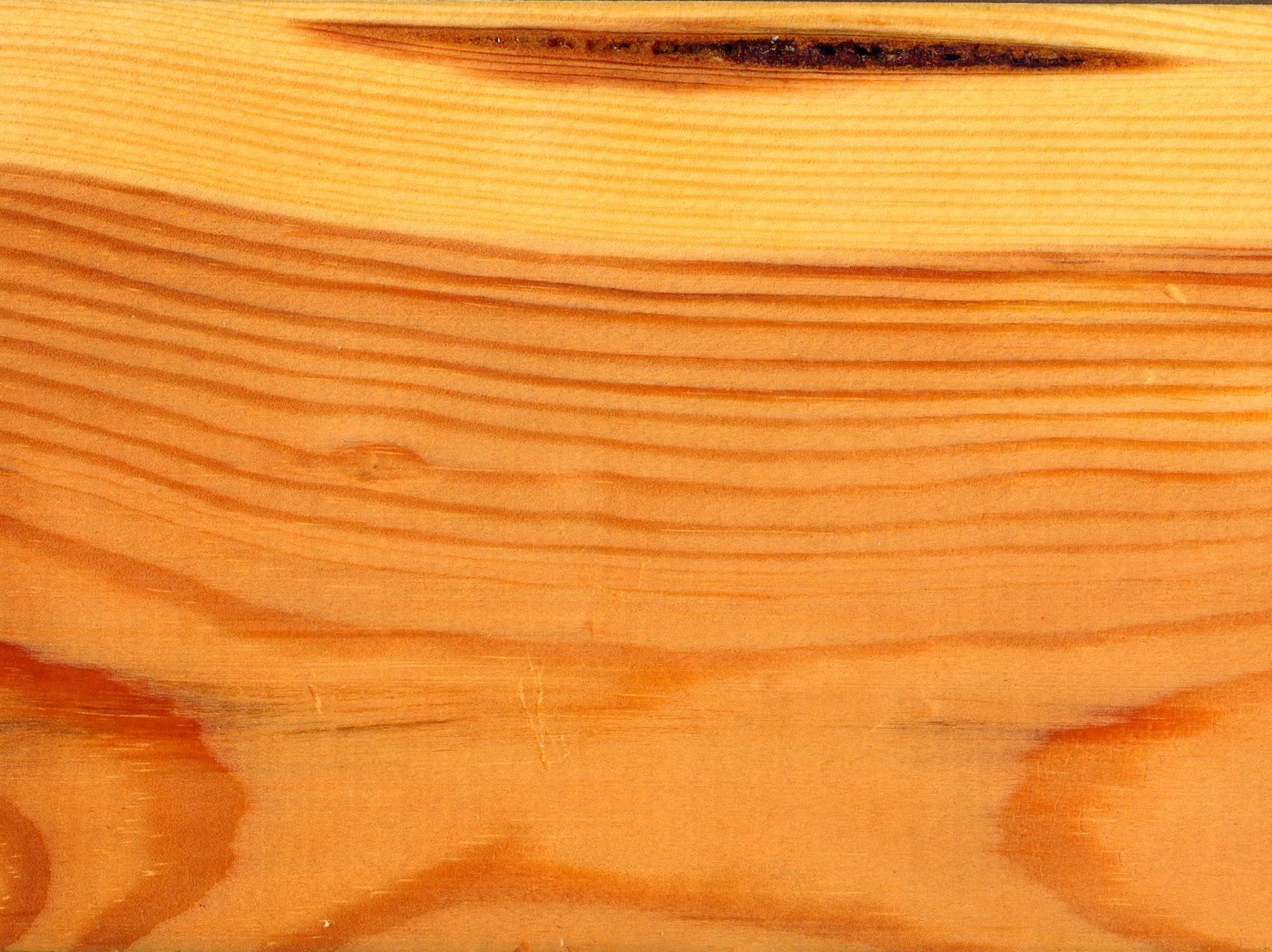
الصنوبر الأسكتلندي، وهو خشب لين نموذجي معروف

الخشب اللين عبارة عن خشب من الأشجار عارية البذور مثل الصنوبر. وغالبًا ما تسمى الأشجار دائمة الخضرة باسم الأخشاب اللينة مع بعض الاستثناءات البارزة لكونها سروًا أملس وصنوبرًا.
يعتبر الخشب اللين مصدرًا لـ 80% من الإنتاج العالمي لـ الخشب، مع مراكز الإنتاج التقليدية وهي منطقة البلطيق (والتي تتضمن إسكندنافيا وروسيا) وأمريكا الشمالية والصين.
ويتعارض هذا المصطلح مع الخشب الصلب وهو الخشب المأخوذ من الأشجار كاسية البذور. ليس بالضرورة أن تكون الأخشاب اللينة أكثر ليونة من الأخشاب الصلبة. ففي كلتا المجموعتين، هناك تباين كبير في صلابة الخشب الفعلية، مع وجود تنوع في الكثافة في الأخشاب الصلبة، بما في ذلك كثافة الأخشاب اللينة؛ فهناك بعض الأخشاب الصلبة (مثل البلسا) أكثر ليونة من معظم الأخشاب اللينة، في حين أن أكثر الأخشاب الصلبة صلابة تكون أكثر صلابة بكثير من أي من الأخشاب اللينة. وتعد أخشاب الصنوبر طويلة الأوراق، دوغلاس التنوب، ويو أكثر صلابة بالمعنى الميكانيكي من العديد من أنواع الأخشاب الصلبة.